# The Goya Murders
Pour plus de détails, voir Fiche technique et Distribution.
The Goya Murders (El asesino de los caprichos) est un thriller espagnol réalisé par Gerardo Herrero, sorti en 2019.

## Synopsis
À Madrid, appelée sur une scène de crime dans un appartement de luxe  situé dans un quartier chic, la commandante Carmen Cobos retrouve sa nouvelle et jeune partenaire, Eva González. Deux femmes flics au tempérament différent. Alors que la première est dure à cuire, désabusée et alcoolique, sa coéquipière est une recrue idéaliste et capable de dissocier sa vie de famille avec son boulot. Leur première enquête ensemble débute donc lorsqu'une avocate de 32 est retrouvée assassinée chez elle. Or, la police remarque que sa mort est soigneusement mise en scène et sophistiquée.  L'autopsie, révélant que la victime a été empoisonnée avec une neurotoxine rare, confirme rapidement la thèse de Carmen : il s'agit de l’œuvre d'un tueur en série. Méticuleux et tordu, il s'avère que ce dernier tue ses proies avant de reconstituer, avec leurs cadavres, à l'identique des célèbres scènes des Caprices du peintre espagnol Francisco de Goya. Dès lors, le duo de flics doivent à tout prix identifier cet artiste du crime de plus en plus retors et énigmatique... 

## Fiche technique
- Titre original : El asesino de los caprichos
- Titre français : The Goya Murders
- Réalisation et production : Gerardo Herrero
- Scénario : Ángela Armero
- Montage : Teresa Font
- Musique : Vanessa Garde
- Photographie : David Omedes
- Sociétés de production  : Entre Chien et Loup, Los Asesinatos de Goya, Movistar+, Radiotelevisión Española et Tornasol Films
- Sociétés de distribution : A Contracorriente Films (Espagne) ; Wild Side Films (France)
- Pays d'origine :  Espagne
- Langue originale : espagnol
- Format : couleur
- Genre : thriller
- Durée : 95 minutes
- Dates de sortie  :
  - Espagne : 18 octobre 2019
  - France : 20 mai 2020 (VOD)

## Distribution
- Maribel Verdú : Carmen Cobos
- Aura Garrido : Eva González
- Roberto Álamo : commissaire Julián Vargas
- Ginés García Millán : Eduardo Gil
- Daniel Grao : Adrián Iglesias
- Ruth Gabriel : Alicia Márquez
- Antonio Velázquez : Alberto
- Tamar Novas : Iván Santaolalla
- Aitor Fernandino : Mateo
- Óscar Pastor : Santos
- Laura Cepeda : Ana Mendieta
- Francisco Escribano : Ernesto Fraile
- Víctor Anciones : Julio Navarro